# Gwenda Louise Davis
Dorothy Gwenda Louise Rodway de Davis ( 1911-1993) fue una botánica australiana. Fue investigadora y profesora en la Facultad de Ciencias, Escuela de Botánica, Universidad de Nueva Inglaterra.
Fue bien conocida por su libro de Embriología sistemática de las angiospermas, publicado en 1966, y aún está ampliamente citado, y por su investigación sobre la embriología de Asteraceae y el género Eucalyptus.
En 1945, empezó su carrera académica como taxónoma vegetal en el entonces Colegio Universitario de Armidale, de Nueva Inglaterra afiliado a la Universidad de Sídney, y fue en gran parte responsable de la creación del Departamento de Botánica en el campus. Después de un desastroso incendio en 1958, que destruyó el edificio que albergaba el Departamento de Botánica, ella cambió sus intereses de investigación de la embriología de la planta. Visitó los principales centros de estudios de embriología en el mundo, incluyendo largos períodos de tiempo pasado con el Prof. P. Maheshwari en la Universidad de Delhi.

## Algunas publicaciones

### Libros
- 1960. The Age and Origin of the Leinster Mountain Chain: A Study of the Evolution of Southeastern Ireland from the Upper Palaeozoic to the Later Tertiary. Proc. of the Royal Ir. Acade. Editor Hodges, Figgis & Co. 29 pp.

- 1952. Revision of the Genus Calotis R.Br. Editor Linnean Soc. 41 pp.

- 1950. A Revision of the Australian Species of the Genus Lagenophora Cass. Editor Linn. Soc.. 10 pp.

- 1949. Revision of the Genus Brachycome Cass. Part II, New Zealand Species. Editor Linnean Soc. 10 pp.

- La abreviatura «G.L.Davis» se emplea para indicar a Gwenda Louise Davis como autoridad en la descripción y clasificación científica de los vegetales.[4]